# Romaleon
Romaleon is een geslacht van kreeftachtigen uit de klasse van de Malacostraca (hogere kreeftachtigen).

## Soorten
- Romaleon antennarium (Stimpson, 1856)
- Romaleon branneri (Rathbun, 1926)
- Romaleon gibbosulum (De Haan, 1833)
- Romaleon jordani (Rathbun, 1900)
- Romaleon luzonense (Sakai, 1983)
- Romaleon nadaense (Sakai, 1969)
- Romaleon setosum (Molina, 1782)